# Keaontay Ingram
Keaontay Ingram (Carthage, 26 ottobre 1999) è un giocatore di football americano statunitense che milita nel ruolo di running back per i Kansas City Chiefs della National Football League (NFL).

## Carriera

### Arizona Cardinals
Ingram al college giocò a football a Texas (2018-2020) e a USC (2021). Fu scelto dagli Arizona Cardinals nel corso del sesto giro (201º assoluto) del Draft NFL 2022. Il 19 maggio firmò un contratto quadriennale. Il 14 novembre 2022 il running back di riserva Eno Benjamin fu svincolato, facendo avanzare Ingram nelle gerarchie della squadra, accanto a Darrel Williams. Nella settimana 7 contro i New Orleans Saints segnò il suo primo touchdown su corsa, l'unico della sua stagione da rookie, chiusa con 60 yard corse in 12 presenze, nessuna delle quali come titolare.

### Kansas City Chiefs
Ingram firmò con la squadra di allenamento dei Kansas City Chiefs il 30 novembre 2023.

## Palmarès
- Super Bowl : 1

Kansas City Chiefs: LVIII
- National Football Conference Championship: 1

Kansas City Chiefs: 2023